# كتيلة غربية
كتيلة غربية (الاسم العلمي:Chiliadenus hesperius) هي نوع من النباتات تتبع جنس الكتيلة من الفصيلة النجمية.